# ولادیمیر کوزنتسوف (وزنه‌بردار، زاده ۱۹۶۳)
ولادیمیر کوزنتسوف (انگلیسی: Vladimir Kuznetsov؛ زادهٔ ۵ نوامبر ۱۹۶۳) وزنه‌بردار اهل اتحاد جماهیر شوروی بود.
وی در مسابقات کشوری و بین‌المللی در مجموع برندهٔ ۱ مدال نقره شده‌است.